# Sint-Audomaruskerk (Beveren-aan-de-IJzer)

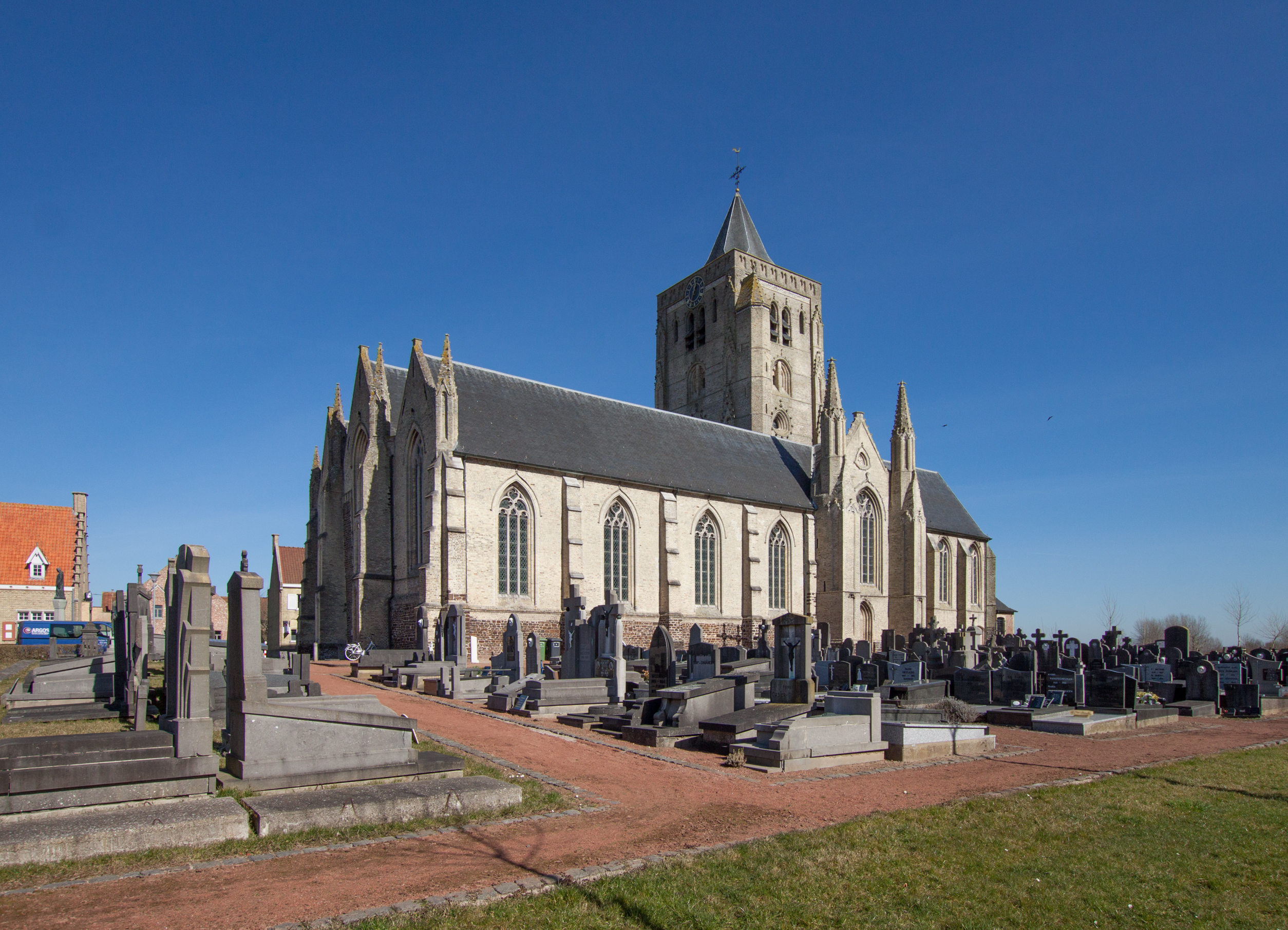
Sint-Audomaruskerk

De Sint-Audomaruskerk (ook: Sint-Omaarskerk) is de parochiekerk van de tot de West-Vlaamse gemeente Alveringem behorende plaats Beveren aan de IJzer, gelegen aan het Sint-Brigidaplein 1.

## Geschiedenis
Het betreft een gotische hallenkerk uit de 15e eeuw, voornamelijk uitgevoerd in gele baksteen, die in 1761 werd gewijzigd en in 1888 werd gerestaureerd onder leiding van Louis Tulpinck. De ijzerzandsteen van de er aan voorafgaande romaanse kerk werd hergebruikt in de centrale westgevel en de onderbouw van de twee flankerende westgevels. Deze hebben alle de vorm van een tuitgevel.
De kerk heeft een zware vierkante vieringtoren. Hij wordt omringd door een kerkhof.

## Interieur
Het middenschip wordt overwelfd door een houten tongewelf. Van omstreeks 1700 is een schilderij, voorstellende: Christus in de Hof van Olijven door een engel getroost. Verder bezit de kerk een houten Sint-Eligiusbeeld van begin 18e eeuw.